# Breitscheidt
Breitscheidt település Németországban, Rajna-vidék-Pfalz tartományban. Lakosainak száma 1028 fő (2023. december 31.).

## Népesség
A település népességének változása:
| Lakosok száma | 679  | 957  | 960  | 991  | 1037 | 1028 |
|               | 1975 | 2017 | 2019 | 2021 | 2022 | 2023 |